# Rhabdomastix robusta
Rhabdomastix robusta là một loài ruồi trong họ Limoniidae. Chúng phân bố ở miền Cổ bắc.